# Phil Gold
Pour les articles homonymes, voir Gold.
Phil Gold, né le 17 septembre 1936 à Montréal, est un médecin anglo-québécois qui a mené des recherches permettant pour produire des anticorps pour détecter les cancers.

## Jeunesse
Il fréquente l'école secondaire Baron Byng,

## Honneurs
- 1966 - Médaille du Collège royal du Collège royal des médecins et chirurgiens du Canada
- 1973 - Prix Steacie du Conseil national de recherches Canada
- 1978 - Officier de l'Ordre du Canada
- 1979 - Gold Medal Award of Merit de l'Association des gradués de l'Université McGill
- 1979 - Prix Gairdner
- 1983 - Frederic Newton Gisborne Starr Award de l'Association médicale canadienne
- 1985 - Prix Izaak-Walton-Killam
- 1986 - Compagnon de l'Ordre du Canada
- 1986 - Membre des Grands Montréalais
- 1989 - Officier de l'Ordre national du Québec
- 2013 - Lauréat du prix Wilder-Penfield (Prix du Québec)